# Kanton Samatan
Der Kanton Samatan war bis 2015 ein französischer Wahlkreis in der Region Midi-Pyrénées. Er lag im Arrondissement Auch und im Département Gers. Hauptort war Samatan.
De 15 Gemeinden umfassender Kanton war 169,48 km² groß und hatte 5170 Einwohner (Stand: 2012).

## Gemeinden
| Gemeinde        | Einwohner | Code postal | Code Insee |
| --------------- | --------- | ----------- | ---------- |
| Bézéril         | 92        | 32130       | 32051      |
| Cazaux-Savès    | 138       | 32130       | 32098      |
| Labastide-Savès | 117       | 32130       | 32171      |
| Lahas           | 154       | 32130       | 32182      |
| Monblanc        | 286       | 32130       | 32261      |
| Nizas           | 78        | 32130       | 32295      |
| Noilhan         | 247       | 32130       | 32297      |
| Pébées          | 67        | 32130       | 32308      |
| Polastron       | 188       | 32130       | 32321      |
| Pompiac         | 144       | 32130       | 32322      |
| Saint-André     | 76        | 32200       | 32356      |
| Saint-Soulan    | 134       | 32220       | 32407      |
| Samatan         | 1832      | 32130       | 32410      |
| Savignac-Mona   | 140       | 32130       | 32421      |
| Seysses-Savès   | 241       | 32130       | 32432      |